# Zběšičky
Zběšičky jsou obec v okrese Písek v Jihočeském kraji. Žije v nich 165 obyvatel. Koncem 19. století patřil zdejší statek čp. 6 velkostatkáři Vácslavu Havlovi, dědu posledního československého a prvního českého prezidenta Václava Havla.

## Historie
První písemná zmínka o obci pochází z roku 1215. Původně ves patřila k bechyňskému majetku. Roku 1575 koupil Bohuslav z Kalenic od bechyňského pána Krištofa ze Švamberka nejen tuto ves, ale i okolní vesnice. Po jeho smrti 1600 zdědili tento majetek jeho dva synové. V průběhu staletí se vystřídalo několik majitelů, v 17. století patřila obec pražským jezuitům. Velkostatek se zámečkem často střídal své majitele.
V 18. století se do tehdejší převážně židovské obce mohli začít přestěhovávat židé, kteří byli vyhnáni z ostatních měst a vesnic. Z této doby se do dnešních dnů zachoval starý židovský hřbitov. Židé se z obce převážně vystěhovali ještě před vypuknutím II. světové války a represemi ze strany nacistů.
Sbor dobrovolných hasičů byl v obci založený roku 1931.

## Obyvatelstvo
| Rok            | 1869 | 1880 | 1890 | 1900 | 1910 | 1921 | 1930 | 1950 | 1961 | 1970 | 1980 | 1991 | 2001 | 2011 | 2021 |
| -------------- | ---- | ---- | ---- | ---- | ---- | ---- | ---- | ---- | ---- | ---- | ---- | ---- | ---- | ---- | ---- |
| Počet obyvatel | 463  | 436  | 411  | 379  | 388  | 381  | 347  | 238  | 223  | 179  | 113  | 135  | 136  | 162  | 166  |
| Počet domů     | 67   | 67   | 70   | 67   | 66   | 66   | 65   | 66   | 55   | 50   | 41   | 37   | 60   | 61   | 63   |

## Obecní správa
Mezi lety 1850–1987 byly Zběšičky obcí v okrese Milevsko (1850–1950) a později v okrese Písek. Od 1. ledna 1988 do 23. listopadu 1990 patřila jako část městyse k Bernarticím a od 24. listopadu 1990 jsou opět samostatnou obcí, ale Jestřebice, Kolišov, Ráb a Srlín již zůstaly součástí Bernartic.

### Místní části
Obec Zběšičky se skládá ze tří částí na třech katastrálních územích.
- Hanov (i název k. ú.)
- Popovec (k. ú. Popovec u Zběšiček)
- Zběšičky (i název k. ú.)

V letech 1961–1987 k obci patřily i Jestřebice, Kolišov, Ráb a Srlín.

### Obecní symboly
Znak a vlajka byly obci uděleny rozhodnutím předsedy Poslanecké sněmovny Parlamentu České republiky dne 12. května 2016.

## Pamětihodnosti
- Výklenková kaple Panny Marie Sepekovské z roku 1923 u silnice na Jestřebice. Sochař Břetislav Benda byl voják za první světové války. Snažil se dezertovat a při následné přestřelce byl poraněný a přišel o dva prsty na ruce. Po návratu z války vytesal reliéf Panny Marie, který vsadil do niky do kaple.[10]
- Návesní kaple je zasvěcená svatému Václavu.[10]
- Kříž vedle návesní kaple
- Židovský hřbitov ve Zběšičkách se nachází na kraji lesíka nedaleko rybníka Zavadil, asi 500 m severozápadně od obecní návsi. Hřbitov je vedený v Seznamu kulturních památek v okrese Písek.
- Zámeček v obci v současnosti slouží jako Domov pro osoby se zdravotním postižením.
- V obci se nachází také památkově chráněný venkovský dům čp. 18, který je vedený v Seznamu kulturních památek v okrese Písek.
- U příjezdové komunikace do obce se ve směru od Srlína z komunikace 29 v poli mezi vzrostlými stromy nachází torzo poničeného kříže s kamenným podstavcem v ohrádce.

## Galerie

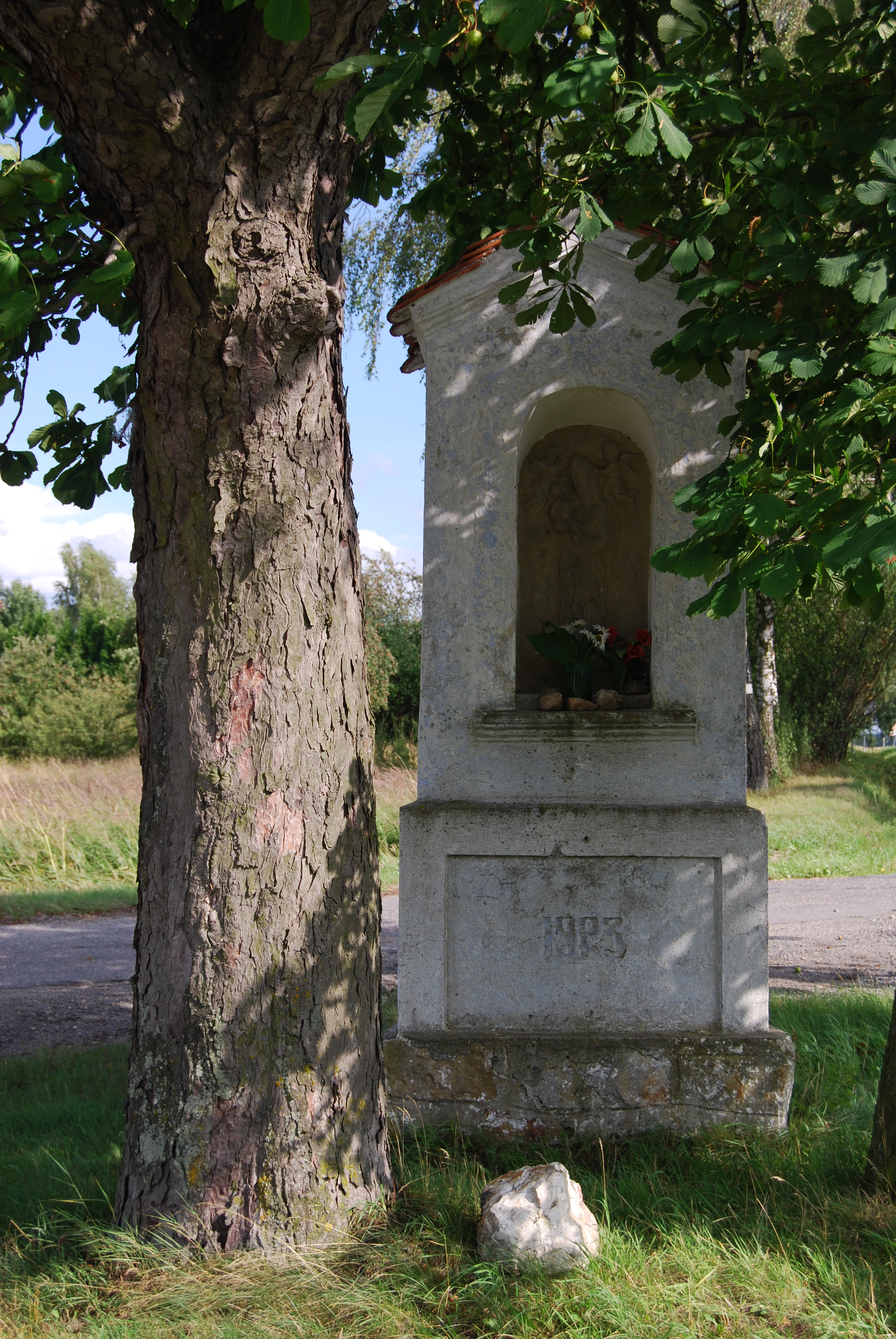
Výklenková kaple Panny Marie Sepekovské
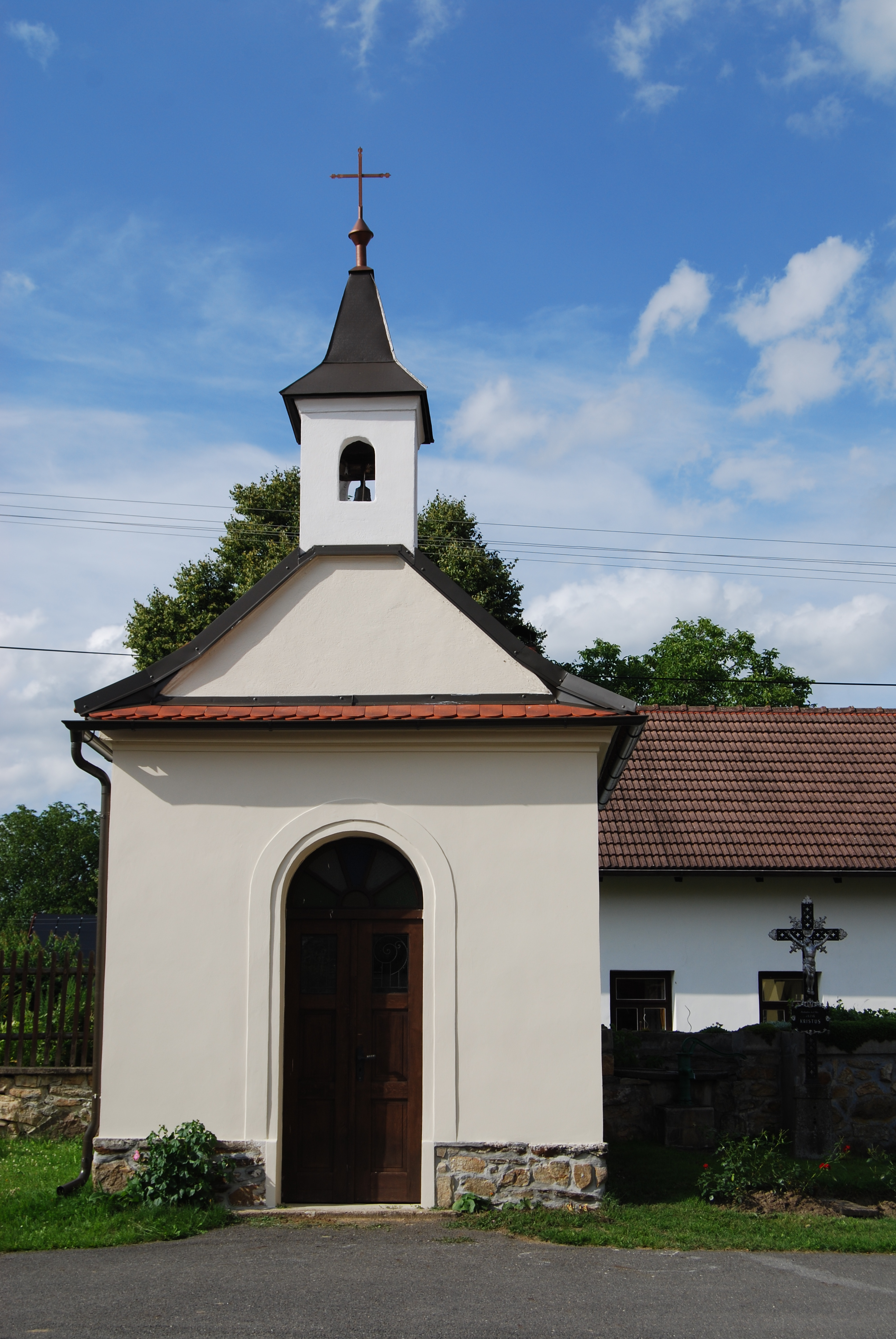
Návesní kaple
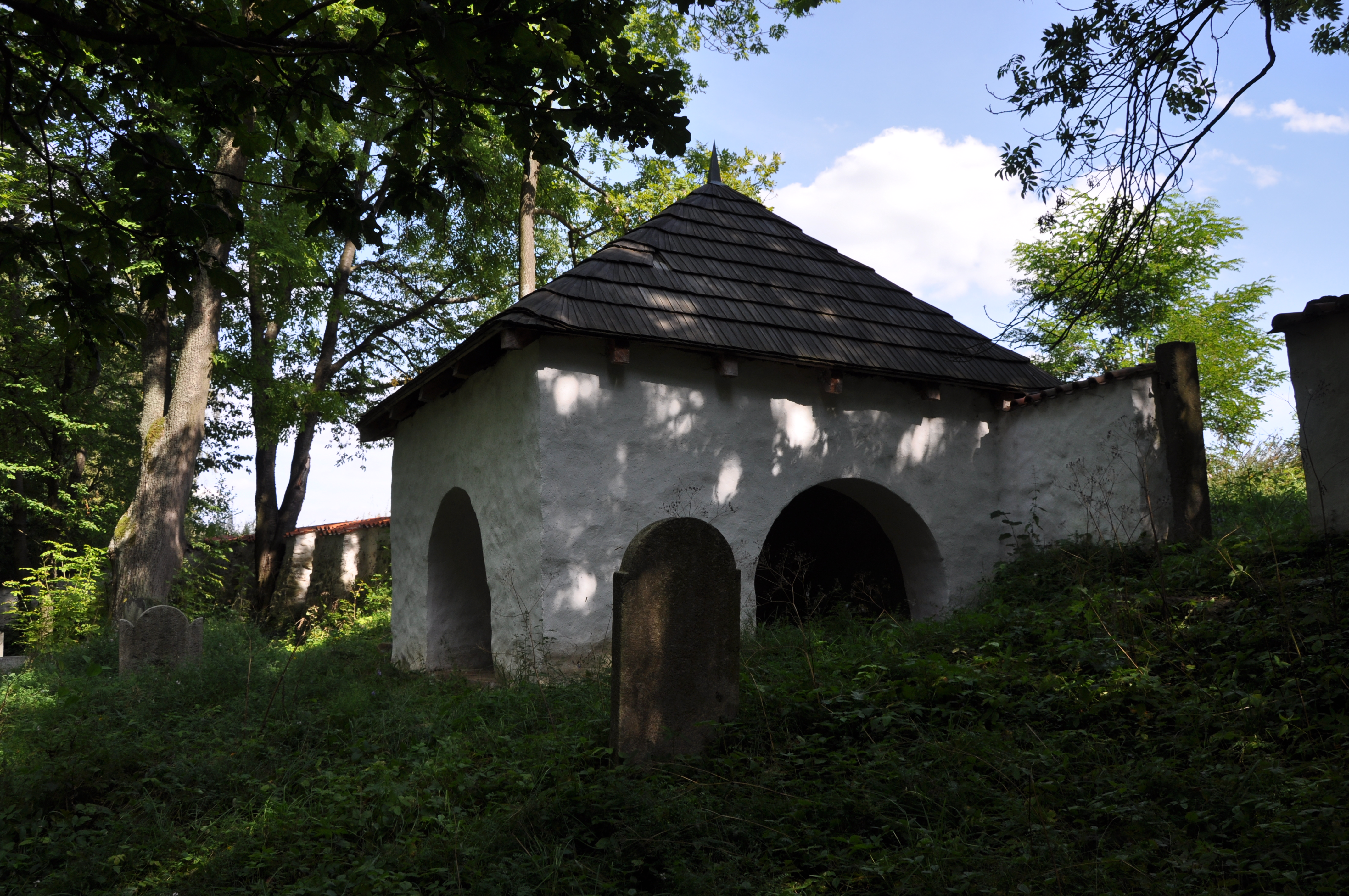
Židovský hřbitov
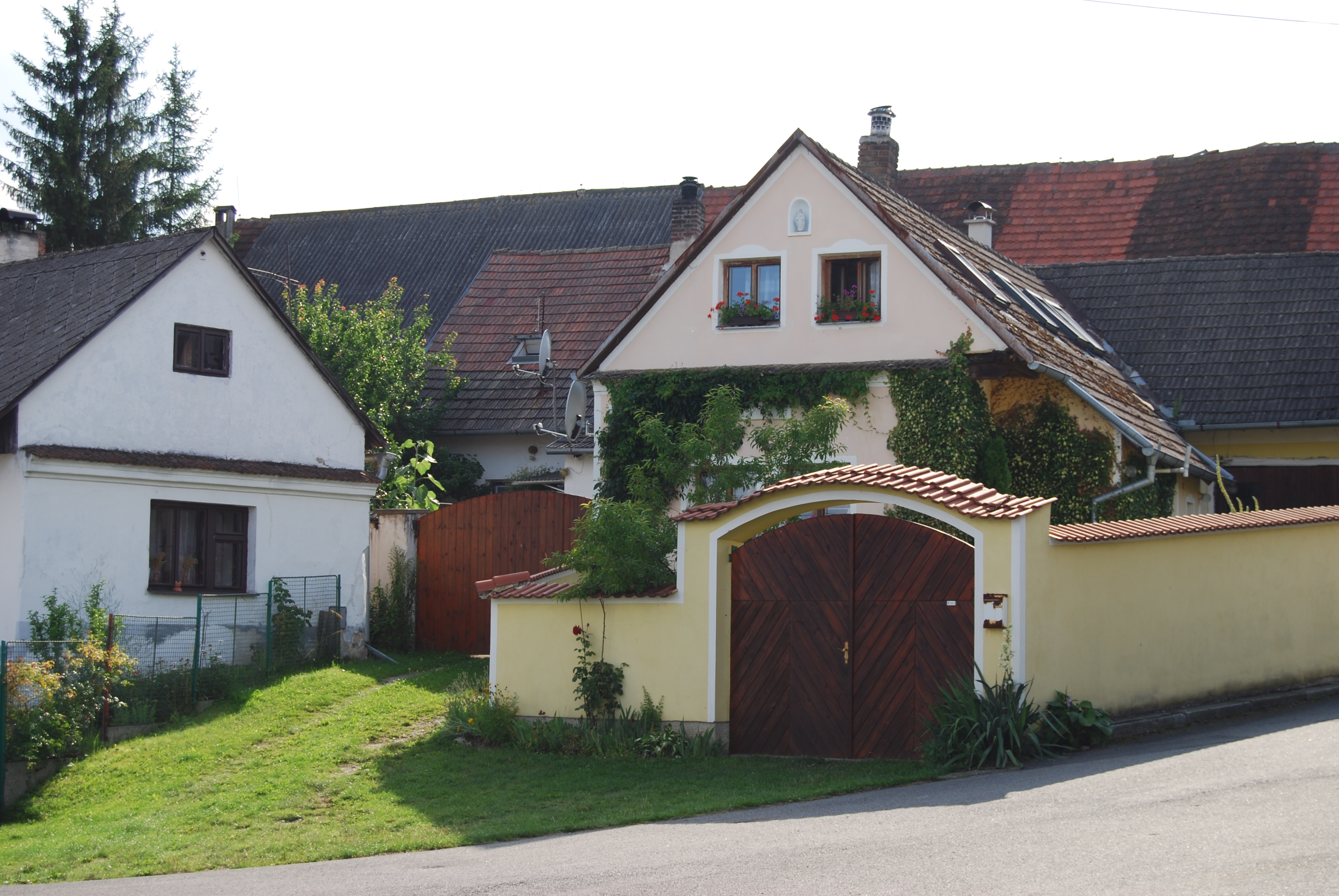
Pohled na část obce